# Juan José Salaverry Villarreal
Juan José Salaverry Villarreal (Lima, 2 settembre 1969) è un vescovo cattolico peruviano, dal 10 febbraio 2021 vescovo ausiliare di Lima e vescovo titolare di Asolo.

## Biografia
È nato Lima il 2 settembre 1969.

### Formazione e ministero sacerdotale
Nella città natale ha compiuto gli studi primari e secondari, presso il Colegio Nuestra Señora de La Merced. Entrato nell'Ordine dei frati predicatori, ha compiuto gli studi filosofici e teologici nella Facoltà Pontificia e Civile di Teologia di Lima.
L'11 marzo 1997 ha emesso la prima professione religiosa; il 1º maggio 2000 è stato ordinato diacono dal vescovo Alberto Aurelio Brazzini Diaz-Ufano, mentre il 7 ottobre successivo il vescovo Jesús Mateo Calderón Barrueto lo ha ordinato presbitero.
Dopo l'ordinazione è stato vicemaestro dei novizi della Provincia domenicana San Juan Bautista, dal 2000 al 2003. Ha proseguito poi gli studi fino a conseguire, nel 2007, la licenza in diritto canonico presso l'Università di Salamanca, in Spagna.
È stato poi presidente dei superiori maggiori dell'America Latina e priore provinciale dell'Ordine domenicano in Perù, dal 2010 al 2014. Nel biennio 2018-2020 ha ricoperto gli incarichi di maestro degli studenti domenicani presso il convento di Sant'Alberto Magno e di assistente della Federazione delle monache domenicane in Perù.

### Ministero episcopale
Il 10 febbraio 2021 papa Francesco lo ha nominato vescovo ausiliare di Lima e vescovo titolare di Asolo. Il 21 maggio seguente ha ricevuto l'ordinazione episcopale da Carlos Castillo Mattasoglio, arcivescovo metropolita di Lima, co-consacranti Nicola Girasoli, arcivescovo titolare di Egnazia Appula e nunzio apostolico in Perù, e Francisco Gonzàlez Hernàndez, vescovo titolare di Tuccabora e vicario apostolico emerito di Puerto Maldonado.

## Genealogia episcopale
La genealogia episcopale è:
- Cardinale Scipione Rebiba
- Cardinale Giulio Antonio Santori
- Cardinale Girolamo Bernerio, O.P.
- Arcivescovo Galeazzo Sanvitale
- Cardinale Ludovico Ludovisi
- Cardinale Luigi Caetani
- Cardinale Ulderico Carpegna
- Cardinale Paluzzo Paluzzi Altieri degli Albertoni
- Papa Benedetto XIII
- Papa Benedetto XIV
- Papa Clemente XIII
- Cardinale Marcantonio Colonna
- Cardinale Giacinto Sigismondo Gerdil, B.
- Cardinale Giulio Maria della Somaglia
- Cardinale Carlo Odescalchi, S.I.
- Vescovo Eugène de Mazenod, O.M.I.
- Cardinale Joseph Hippolyte Guibert, O.M.I.
- Cardinale François-Marie-Benjamin Richard
- Cardinale Pietro Gasparri
- Cardinale Clemente Micara
- Cardinale Antonio Samorè
- Cardinale Angelo Sodano
- Arcivescovo Nicola Girasoli
- Cardinale Carlos Castillo Mattasoglio
- Vescovo Juan José Salaverry Villarreal, O.P.